# Fissidens celticus
Fissidens celticus là một loài Rêu trong họ Fissidentaceae. Loài này được Paton mô tả khoa học đầu tiên năm 1965.